# Германешти (Дранчени)
Германешти (рум. Ghermănești) насеље је у Румунији у округу Васлуј у општини Дранчени. Oпштина се налази на надморској висини од 105 m.

## Становништво
Према подацима из 2002. године у насељу је живело 2162 становника, од којих су сви румунске националности.